# Zogturbulentie

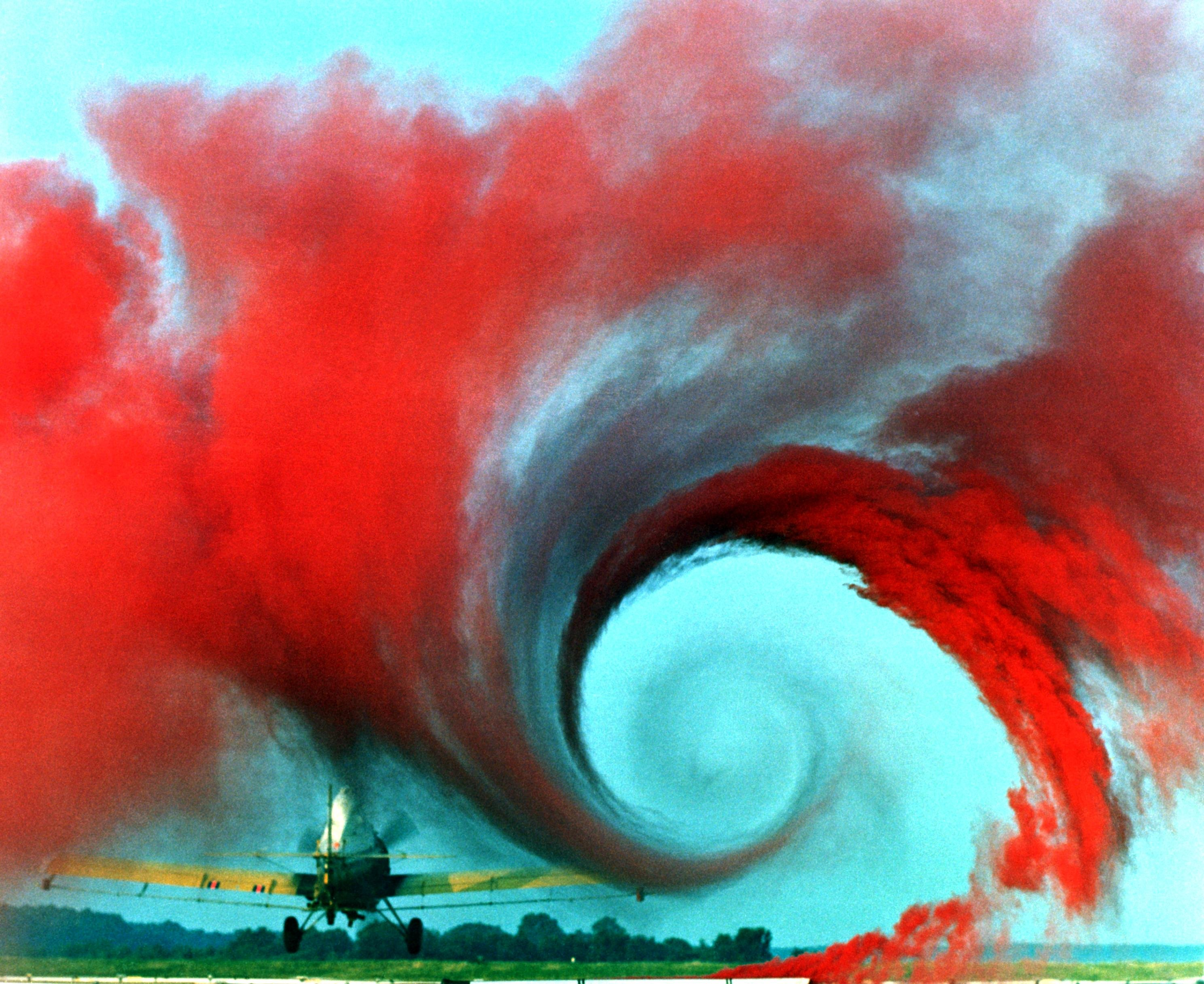
Zogturbulentie/Vortex (zichtbaar gemaakt door het laten opstijgen van gekleurde rook) (bron NASA)

Zogturbulentie is de turbulentie die ontstaat in het zog van een vliegtuig. De zogturbulentie bevindt zich direct achter de  beide vleugeltippen van een vliegtuig. Hoe meer liftkracht geleverd wordt, hoe groter de zogturbulentie achter het vliegtuig. Algemeen is dus te zeggen: hoe zwaarder het vliegtuig, hoe groter de turbulentie. De turbulentie veroorzaakt een werveling waardoor een volgend vliegtuig een ongewenste rolbeweging kan maken om de langsas van het vliegtuig. De turbulentie kan zo groot zijn dat een volgend vliegtuig onvoldoende hoogte/tijd heeft om te herstellen van deze "rol" en neerstort.

## Voorzorgsmaatregelen
Men voorkomt problemen door zogturbulentie door ervoor te zorgen dat vliegtuigen met een voldoende lange tussenpauze opstijgen en in de lucht door de horizontale separatie van achter elkaar vliegende vliegtuigen voldoende groot te houden.  Men heeft een lijst van minimumwachttijden en afstanden in de lucht opgesteld, waarvan de duur afhangt van de grootte van het toestel en de grootte van zijn voorganger. Hiervoor wordt onderstaande indeling in superzwaar, zwaar, middelzwaar en licht (super, heavy, medium, light) gebruikt.
- Super  —  voor vliegtuigen zoals de Airbus A380 en Antonov An-225[1]
- Heavy — een vliegtuig met een maximum toegestaan startgewicht van 136 000 kg of meer
- Medium — een vliegtuig met een maximum toegestaan startgewicht tussen 7000 kg en 136 000 kg
- Light — een vliegtuig met een maximum toegestaan startgewicht van 7000 kg of minder.

Voorbeeld: een Boeing 747 met een maximum toegestaan startgewicht van meer dan 136 000 kg krijgt in zijn callsign de toevoeging heavy. (In de praktijk zijn de meeste passagiersvliegtuigen met twee gangpaden heavy. Dit zijn de zogenoemde wide-body's.) De Boeing 757 heeft een maximaal startgewicht van minder dan 136 ton, maar wordt vanwege de krachtige zogturbulentie die hij veroorzaakt toch aangemerkt als een heavy.
Willen een groot verkeersvliegtuig en een klein sportvliegtuig (of zakenvliegtuig) tegelijk opstijgen of landen, dan zal de verkeersleider het kleinere toestel vaak voor laten gaan. Krijgt het verkeersvliegtuig voorrang, dan zal het kleine toestel een aantal minuten moeten wachten totdat de zogturbulentie is opgelost.
Het zware verkeersvliegtuig heeft geen last van het geringe zog dat door het sportvliegtuig wordt opgewekt, maar omgekeerd des te meer.
Zog kan ook ontstaan door heuvels in de wind.
Bevindt een vliegveld zich benedenwinds van een heuvel, dan is het vliegveld niet veilig voor een ultralicht motorluchtvaartuig of zweefvliegtuig.

## Projectielen
Ook bij projectielen is er sprake van zogturbulentie. Met name bij groot kaliber projectielen, zoals gebruikt door de artillerie, leveren de wervelingen achter het projectiel een zeer grote bijdrage aan de totale luchtweerstand ('drag'). In de uitwendige ballistiek wordt in rekenmodellen gebruikgemaakt van benaderingen voor deze 'drag'.